# Zapiski Numizmatyczne
Zapiski Numizmatyczne – kwartalnik wydawany w Krakowie w latach 1884–1889 (zeszyty 1–19) pod redakcją Mieczysława Kurnatowskiego (1840-1905). 
Pismo było jednym z najstarszych periodyków poświęconych wyłącznie numizmatyce. Do pisma, w postaci dodatków, dołączano tablice litograficzne oraz cenniki monet i medali. Z chwilą powstania Wiadomości Numizmatyczno-Archeologicznych pismo przestało się ukazywać.